# كارول لين
كارول لين (بالإنجليزية: Carole Lynne)‏ هي ممثلة بريطانية (وحملت سابقاً جنسية المملكة المتحدة لبريطانيا العظمى وأيرلندا)، ولدت في 16 سبتمبر 1918 في المملكة المتحدة، وتوفيت بنفس المكان في 17 يناير 2008.

## وصلات خارجية
- كارول لين على موقع IMDb (الإنجليزية)